# All Together Now (Argent)
All Together Now è un album degli Argent, pubblicato dalla Epic Records nel 1972.

## Tracce
Brani composti da Rod Argent e Chris White, tranne dove indicato
Lato A
1. Hold Your Head Up – 6:15
2. Keep on Rollin' – 4:30
3. Tragedy – 4:45 (Russ Ballard)
4. I Am the Dance of Ages – 3:45

Lato B
1. Be My Lover, Be My Friend – 5:15
2. He's a Dynamo – 3:45 (Russ Ballard)
3. Pure Love – 13:00

Edizione CD del 1997, pubblicato dalla Koch Records
Brani composti da Rod Argent e Chris White, tranne dove indicato
1. Hold Your Head Up – 6:16
2. Keep on Rollin' – 4:30
3. Tragedy – 4:47 (Russ Ballard)
4. I Am the Dance of the Ages – 3:44
5. Be My Lover, Be My Friend – 5:18
6. He's a Dynamo – 3:46 (Russ Ballard)
7. Pure Love – 13:05
8. Celebration – 2:52 – Bonus Track
9. Kingdom – 3:06 – Bonus Track
10. Closer to Heaven – 3:29 (Russ Ballard) – Bonus Track
11. Rejoice – 3:44 – Bonus Track
12. God Gave Rock 'n' Roll to You – 6:42 (Russ Ballard) – Bonus Track
13. Christmas for the Free – 4:13 – Bonus Track
14. It's Only Money - Pt.2 – 5:09 (Russ Ballard) – Bonus Track

## Musicisti
- Rod Argent - organo, voce
- Russ Ballard - chitarra, voce
- Russ Ballard - pianoforte (brano: Tragedy)
- Jim Rodford - basso
- Robert Henrit - batteria